# 右庫班斯基
右库班斯基（羅馬化：Pravokubanskiy），又译普拉沃库班斯基，是俄罗斯卡拉恰伊-切尔克斯共和国的市级镇，属卡拉恰耶夫斯克区，位于库班河右岸，在区行政中心卡拉恰耶夫斯克北偏西、共和国首府切尔克斯克西南方。
该地2021年人口有3,313人；2010年人口3,187；2002年人口2,958；1989年人口3,627。